# Magasins du Monde

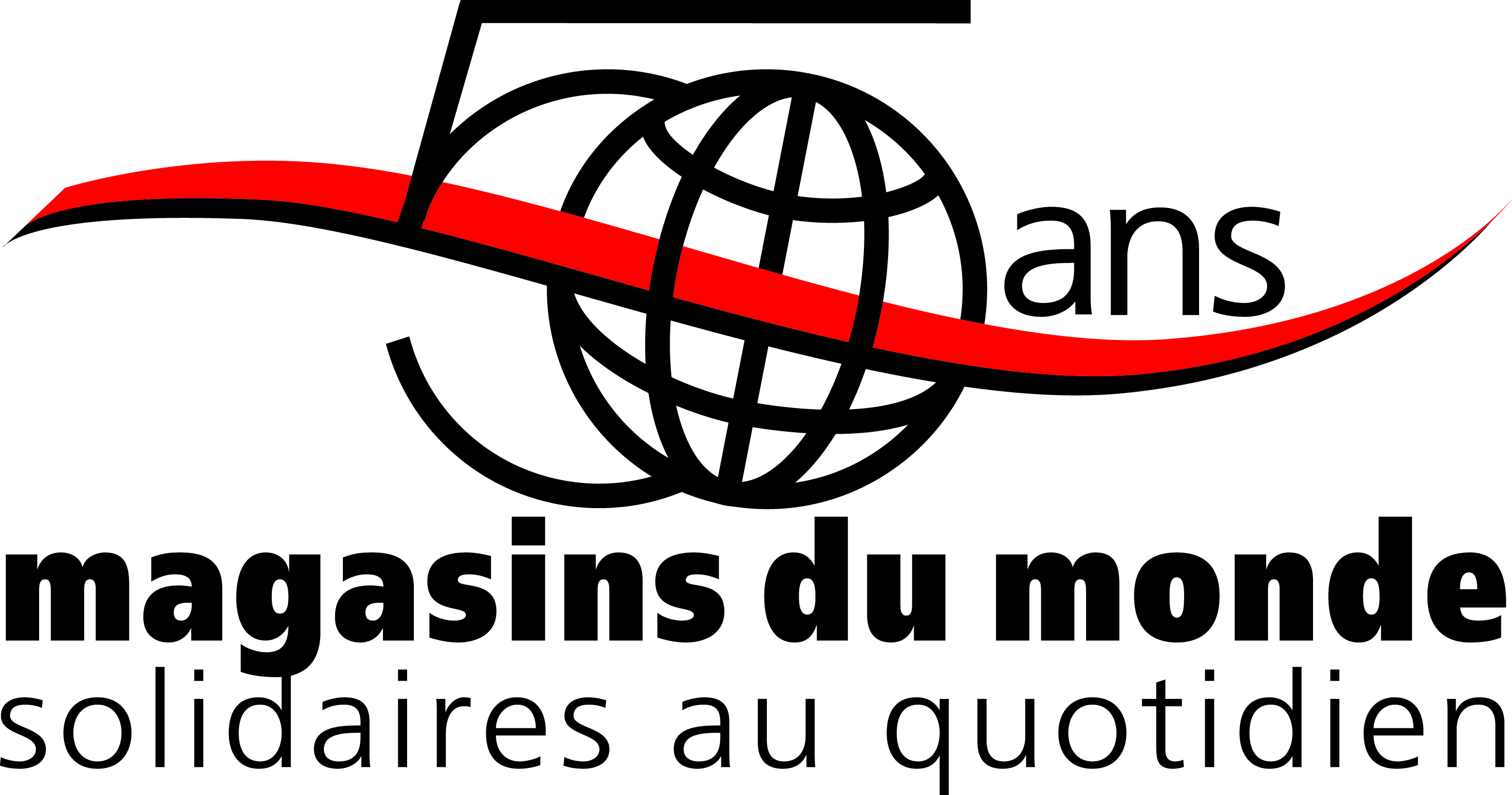
Logo des Magasins du Monde édition anniversaire 1974-2024

Les Magasins du Monde sont des associations locales qui représentent 35 points de vente de commerce équitable en Suisse romande, regroupées sous la faîtière Association romande des Magasins du Monde (ASRO). La mission des Magasins du Monde est l'information et la sensibilisation. Le mouvement des Magasins du Monde est lié à celui d'Artisans du monde en France et d'Oxfam-Magasins du monde en Belgique, organisations nées à la même période et avec lesquelles des campagnes et des évènements sont organisés en commun, autour du thème du commerce équitable. Le mouvement des Magasins du Monde est un mouvement à but non lucratif, porté par le bénévolat,.

## Historique
Le mouvement du commerce équitable apparaît en Suisse en 1968, sous l'égide du slogan « Trade, not aid » (« Du commerce, pas de l'aide »), lancé pendant la Conférence des Nations unies sur le commerce et le développement (CNUCED). Les producteurs du Sud demandent de vrais échanges commerciaux, plutôt que de l'aide humanitaire. La même année, est constituée la Déclaration de Berne, actuel Public Eye, dont sont directement issus les Magasins du Monde.
Les premiers « groupes boutiques tiers-monde » apparaissent en 1971, après la conférence interconfessionnelle Suisse / Tiers-Monde à Berne de novembre 1970 et à la suite de week-ends de réflexion organisés par l'Action commune Tiers-Monde à Lausanne. Dès janvier 1973, ces groupes coordonnent leur action au niveau romand. Quelques mois plus tard, ils adoptent la dénomination commune « Magasins du Monde ».
En 1973, les Magasins du Monde importent, en partenariat avec d'autres organisations suisses, du café soluble UJAMAA de Tanzanie, totalement transformé dans une usine tanzanienne,.
En 1974, les six premiers Magasins du Monde ouvrent leurs portes à Genève, Lausanne, Neuchâtel, Nyon, Bex et Le Locle. En juillet de la même année, les Magasins du Monde se constituent en association. Le fondateur est Théo Buss.
Le 10 mai 1995, les Magasins du Monde organisent avec la Déclaration de Berne (maintenant Public Eye) une action sur la Place Fédérale à Berne pour protester contre l'introduction d'une norme fédérale sur le chocolat,. Le 11 mai 1996, les 2 500 Magasins du Monde d'Europe organisent la première journée européenne des Magasins du Monde au Palais des Nations Unies à Genève. En unissant leurs efforts, ils veulent intensifier leur appel en faveur d'un commerce équitable.
En 2014, l'association faîtière (ASRO) fête les 40 ans d'existence du mouvement. Pour l'occasion, les artistes suisses Plonk et Replonk créent l'affiche et un spectacle, tourne en Suisse romande. L'année 2024 marque le cinquantième anniversaire de l'association,.

## Fonctionnement
Au départ, l'Association romande des Magasins du Monde pratique elle-même l'importation, fixe les critères de sélection de producteurs et établit des partenariats de longue durée avec eux. Elle adopte le slogan « pour un commerce plus juste ». Le 22 juin 1977, des œuvres d'entraide suisses créent la société d'importation OS3 (aujourd'hui Claro fair trade AG), un centre d'importation et d'information pour les marchandises des pays en voie de développement. OS3 prend le relais des importations pour les Magasins du Monde et en est toujours le principal fournisseur. L'association a également agréé, depuis, plusieurs autres structures importatrices auxquelles les magasins peuvent commander des articles.

## Campagnes
Dans le cadre de sa mission de sensibilisation, l'Association romande des Magasins du Monde développe des campagnes d'information soutenues par les structures de coopération au développement de plusieurs cantons. Les campagnes traitent de thématiques générales liées au commerce équitable ou sont plus spécifiques à des produits (cacao, thé, café). Ces campagnes sont mises sur pied en partenariat avec d'autres ONGs. Quelques exemples de campagnes :
- En 1981, avec l'action « Du jute au lieu du plastique » (appelée en Suisse allemande « Jute statt plastik »)[20], les Magasins du Monde et leurs partenaires souhaitent encourager les produits « bons pour ceux qui les produisent, bons pour l'environnement et bons pour nous-mêmes »[21]

- En 1992, les Magasins du Monde prennent une part active au lancement du café Max Havelaar. Depuis, le mouvement s'est distancé du label, les Magasins du Monde et plusieurs de leurs partenaires estimant que les critères d'attribution du label n'étaient plus assez poussés.
- En 2016, la campagne « 100 % de chances aux femmes » vise à montrer comment et pourquoi le travail décent constitue un levier pour l’autonomisation des femmes, premières victimes des injustices économiques dans les Pays du Sud. À cette occasion, l'économiste indienne Roopa Mehta a visité la Suisse pour témoigner de son expérience au sein de l'association « Sasha association for craft producers » qu'elle a créée en Inde[22].
- En 2018-2019, la campagne biennale « En grains, sinon rien ! » / « Qui cultive ton café ? » a pour but d'alerter sur la précarisation des coopératives de caféiculteurs.
- En 2021-2022, la campagne traite des liens étroits qui existent entre commerce et climat[23],[24] et s'oppose notamment au phénomène du Black Friday[25].
- En 2024, les Magasins du Monde fêtent leur jubilé avec une campagne intitulée « Autrement depuis 50 ans »[26],[27].